# Витюнино
Витюнино (рос. Витюнино) — селище в Ленському районі Архангельської області Російської Федерації.
Населення становить 29 осіб. Входить до складу муніципального утворення Урдомське поселення.

## Історія
Від 2004 року входить до складу муніципального утворення Урдомське поселення.

## Населення
| 2002 | 2010 | 2012 |
| ---- | ---- | ---- |
| 241  | ↘109 | ↘29  |